# Saint-Rémy-Boscrocourt
Saint-Rémy-Boscrocourt település Franciaországban, Seine-Maritime megyében. Lakosainak száma 801 fő (2022. január 1.). Saint-Rémy-Boscrocourt Baromesnil, Criel-sur-Mer, Étalondes, Eu, Flocques, Saint-Martin-le-Gaillard és Saint-Pierre-en-Val községekkel határos.

## Népesség
A település népessége az elmúlt években az alábbi módon változott:
| Lakosok száma | 789  | 806  | 819  | 803  | 801  | 799  | 797  | 801  | 801  |
|               | 2013 | 2015 | 2016 | 2017 | 2018 | 2019 | 2020 | 2021 | 2022 |